# Anna Carlotta Thorkildsenová
Anna Carlotta Thorkildsenová, nepřechýleně Thorkildsen (11. července 1904 Kolín nad Rýnem – 1980), byla norsko-německá socialistka a první manželka pozdějšího západoněmeckého kancléře Willyho Brandta.

## Život
Anna Carlotta Thorkildsenová se narodila v Kolíně nad Rýnem do rodiny norského inženýra lanových drah a jeho manželky německo-amerického původu. Studovala v Paříži sociologii a jazyky. S Brandtem se Thorkildsenová seznámila během jeho pobytu v Norsku, kam z rodného Německa uprchl před nacisty. Zaměstnána byla na pozici tajemnice pro vědu v Ústavu pro srovnávací studium kultury.
Milenci spolu bydleli v bytě jejích rodičů a plánovali svatbu. Brandt si na radu své partnerky požádal na podzim roku 1939 o norské občanství. Během administrativního vyřizování jeho žádosti zaútočilo nacistické Německo na jaře 1940 v rámci operace Weserübung na Norsko. V den napadení Norska navíc Thorkildsenová svému partnerovi sdělila, že je těhotná. Brandt jakožto německý uprchlík musel před okupanty uprchnout do Švédska, ale svou partnerku nechal u jejích rodičů v Norsku, kde posléze porodila dceru Ninju, příjmením Frahm po otci (rodné jméno Willyho Brandta znělo Herbert Frahm).
Následně Brandt svou partnerku tajně navštívil a spolu s jejich malou dcerou je převedl do Švédska. Během jara 1941 se Thorkildsenová za Brandta provdala. Mladí manželé v nové zemi žili v prostředí norské exilové komunity. Tam potkal i svou pozdější druhou manželku, Rut Hansenovou. Sblížil se s ní a váhal, zda má kvůli ní svou stávající ženu i s malou dcerou opustit, nebo nikoliv. Když skončila druhá světová válka, vrátil se Brandt do Německa, kam byl vyslán Norskem jako tiskový atašé. Jeho sekretářkou se při tomto poslání stala Rut Hansenová. Manželství Brandtových se sice rozpadlo roku 1948, nicméně Anna Thorkildsenová do Berlína napsala své sokyni dopis, v němž konstatovala, že když už se situace tak vyvinula a Brandt si našel novou partnerku, je ráda, že macechou pro její dceru bude právě Rut. Ta se později snažila, aby i po úmrtí Anny Carlotty roku 1980 nebyly přerušeny styky mezi Willym Brandtem a jeho v Norsku žijící dcerou Ninjou.